# Ла Мора
Ла Мора (итал. La Morra) је насеље у Италији у округу Кунео, региону Пијемонт.
Према процени из 2011. у насељу је живело 1000 становника. Насеље се налази на надморској висини од 480 м.

## Становништво
| 1936. | 1951. | 1961. | 1971. | 1981. | 1991. | 2001. | 2011. |
| ----- | ----- | ----- | ----- | ----- | ----- | ----- | ----- |
| 3.957 | 3.371 | 2.770 | 2.604 | 2.399 | 2.416 | 2.610 | 2.718 |